# Église Sainte-Claire de Saint-Hérent
L'église Sainte-Claire est une église catholique située à Saint-Hérent, en France.

## Localisation
L'église est située dans le département français du Puy-de-Dôme, sur la commune de Saint-Hérent.

## Historique
Cette église date du XIIe siècle ; elle est d'architecture romane, sauf le clocher, plus récent.
L'édifice est inscrit au titre des monuments historiques en 1987.